# Humberto Arencibia
Humberto Daniel Arencibia Martínez (ur. 20 listopada 1989) – kubański zapaśnik w stylu wolnym. Olimpijczyk z Londynu 2012, gdzie zajął trzynaste miejsce w kategorii 84 kg.
Srebrny medal na igrzyskach panamerykańskich w 2011 i brązowy na mistrzostwach panamerykańskich w tym samym roku.